# Лобачовка
Лобачо́вка (укр. Лобачівка) — село в Берестечковской городской общине Луцкого района Волынской области Украины.
До 2020 года входило в Гороховский район.
Код КОАТУУ — 0720883201. Население по переписи 2001 года составляет 841 человек. Почтовый индекс — 45760. Телефонный код — 3379. Занимает площадь 1,339 км².